# مردم خمر
خِمِرها یا مردمان خِمِر، بزرگ‌ترین گروه قومی کشور کامبوج در جنوب شرقی آسیا هستند. بیش از  ۹۵ درصد از جمعیت ۱۷ میلیونی کامبوج را خِمِرها تشکیل می‌دهند. زبان خِمِرها، خِمِری است؛ اما فرانسوی نیز بین این مردم رایج است. بیش از یک و نیم میلیون خِمِر در کشور تایلند و جمعیت کمتری‌ در ویتنام زندگی می‌کنند. بیشتر مردم خِمِر پیرو آئین بودیسم هستند.
اکثر مردم خِمِر پیرو آیین بودایی ترواده هستند. جمعیت قابل توجهی از خِمِرها در مناطق مجاور تایلند (خِمِرهای شمالی) و در منطقه دلتای مکونگ در کشور همسایه ویتنام (خِمِر کروم) سکونت دارند. علاوه بر این، بیش از یک میلیون نفر از خِمِرها در جوامع مهاجر خِمِر زندگی می‌کنند که عمدتاً در فرانسه، ایالات متحده و استرالیا مستقر شده‌اند.